# هجوم سامراء (1917)
هجوم سامراء(1917) (بالإنجليزية: Samarrah Offensive) هو عملية هجومية قامت بها القوات البريطانية والقوات الهندي المواليه لها من جانب ضد قوات الدولة العثمانية وذلك في الفترة من 13 مارس - 23 أبريل 1917 وذلك كجزء من حملة بلاد ما بين النهرين في الحرب العالمية الأولى .
بعد سقوط بغداد بأيدي البريطانيين في 11 مارس 1917 ، كان لا يزال هناك 10000 جندي عثماني شمال المدينة، بقيادة خليل باشا ، والذي كان من الممكن أن يمثل تهديدًا للقوات الأنجلو-هندية.
علاوة على ذلك، تم طرد 15000 جندي عثماني آخر من بلاد فارس من قبل الروس، وكانوا يحاولون الانضمام إلى قوات خليل في شمال العراق.
لذا قرر القائد البريطاني فريدريك ستانلي مود ،و من أجل تجنب هذه التهديدات، أن يتحكم في خط السكك الحديدية الموجود في سامراء ، والممتد لمسافة 130 كيلومتر (81 ميل) نحو شمال بغداد.
بدأت العمليات في 13 مارس، حيث نفذها نحو 45000 جندي بريطاني، وفي 19 مارس، تمكنوا من احتلال الفلوجة ، وهي خطوة حاسمة نحو أهدافهم ومن ثم واصل البريطانيون هجماتهم حتى 23 أبريل، عندما سقطت مدينة سامراء وخط السكك الحديديه .
وعلى الرغم من ان الهجوم البريطاني قد حقق أهدافه، إلا أن الهجوم على سامراء كلف البريطانيين حوالي 18000 ضحية، وهو ثمن كبير (بالإضافة إلى عشرات الآلاف الأخرون الذين أُصيبوا بالمرض).

## روابط خارجية
- هجوم سامراء، 1917